# أندريه بريش
أندريه بريش (بالفرنسية: André Briche)‏ (12 أغسطس 1772 - 21 مايو 1825) هو جنرالٌ فرنسيٌّ في الإمبراطورية الفرنسية الأولى، حيثُ شاركَ في حرب الاستقلال الإسبانية عام 1807، ومعركة البويرة عام 1811 بإسبانيا.